# Список птахів Данії
Цей список є списком видів птахів, зареєстрованих на території Данії.
Він включає 458 видів, 6 з яких були завезені людиною, а 7 видів не трапляються на території Данії з 1950 року.

Теги, що використовуються для виділення охоронного статусу кожного виду за оцінками МСОП:
| EX | Extinct               | Зниклий                          |
| CR | Critically Endangered | Перебуває під критичною загрозою |
| EN | Endangered            | Перебуває під загрозою           |
| VU | Vulnerable            | Уразливий                        |
| NT | Near Threatened       | Близький до загрозливого стану   |
| LC | Least Concern         | У найменшій загрозі              |
| DD | Data Deficient        | Відомості недостатні             |
| NE | Not Evaluated         | Види з недослідженим статусом    |

## Список

### Ряд Гагароподібні (Gaviiformes)
Гагари представляють собою групу водних птахів, що трапляються у багатьох районах Північної Америки та Північної Європи. Відомо 5 видів гагар, з них 4 види трапляються в Данії.

#### Родина Гагарові (Gaviidae)
| Українська назва                 | Данська назва   | Латинська назва | Автор таксона  | Статус МСОП | Поширення в Данії                | Зображення |
| Ряд: Гагароподібні (Gaviiformes) |                 |                 |                |             |                                  |            |
| Родина: Гагарові (Gaviidae)      |                 |                 |                |             |                                  |            |
| Гагара червоношия                | Rødstrubet lom  | Gavia stellata  | Brunnich, 1764 | LC          | На зимівлі повсюдно на узбережжі |            |
| Гагара чорношия                  | Sortstrubet lom | Gavia arctica   | Linnaeus, 1758 | LC          | Під час міграції                 |            |
| Гагара полярна                   | Islom           | Gavia immer     | Brunnich, 1764 | LC          | Під час міграції                 |            |
| Гагара білодзьоба                | Hvidnæbbet lom  | Gavia adamsii   | (Gray, 1859)   | NT          | Зрідка на зимівлі                |            |

### Ряд Пірникозоподібні (Podicipediformes)
Пірникози — це малих і середніх великих прісноводні пірнаючі птахи. Вони мають перетинчасті пальці і є чудовими плавцями і пірнальниками. Проте, їхні ноги розміщені далеко позаду тіла, що робить їх досить незграбними на суші. Відомо 20 видів пірникоз, з яких 5 видів трапляються в Данії.

#### Родина Пірникозові (Podicipedidae)
| Українська назва                         | Данська назва          | Латинська назва      | Автор таксона  | Статус МСОП | Поширення в Данії                                | Зображення |
| Ряд: Пірникозоподібні (Podicipediformes) |                        |                      |                |             |                                                  |            |
| Родина: Пірникозові (Podicipedidae)      |                        |                      |                |             |                                                  |            |
| Пірникоза мала                           | Lille lappedykker      | Podiceps ruficollis  | Pallas, 1764   | LC          | Досить поширений                                 |            |
| Пірникоза велика                         | Toppet lappedykker     | Podiceps cristatus   | Linnaeus, 1758 | LC          | Широко поширений на водоймах                     |            |
| Пірникоза сірощока                       | Gråstrubet lappedykker | Podiceps grisegena   | Boddaert, 1783 | LC          | Широко поширений                                 |            |
| Пірникоза червоношия                     | Nordisk lappedykker    | Podiceps auritus     | Boddaert, 1783 | LC          | Рідкісний. Кілька пар зимує на острові Борнгольм |            |
| Пірникоза чорношия                       | Sorthalset lappedykker | Podiceps nigricollis | Brehm, 1831    | LC          | Рідкісний. трапляється на озері Мідтюхланд       |            |

### Ряд Буревісникоподібні (Procellariiformes)
Це морські птахи. Альбатроси є найбільшими літаючими птахами та найбільшими мандрівниками серед птахів. Відомо 117 видів буревісникоподібних, з них у Данії трапляється 10 видів.

#### Родина Альбатросові (Diomedeidae)
| Українська назва                            | Данська назва       | Латинська назва          | Автор таксона    | Статус МСОП | Поширення в Данії       | Зображення |
| Ряд: Буревісникоподібні (Procellariiformes) |                     |                          |                  |             |                         |            |
| Родина: Альбатросові (Diomedeidae)          |                     |                          |                  |             |                         |            |
| Альбатрос чорнобровий                       | Sortbrynet albatros | Thalassarche melanophris | (Temminck, 1828) | EN          | Рідкісний залітний птах |            |

#### Родина Буревісникові (Procellariidae)
| Українська назва                            | Данська назва     | Латинська назва       | Автор таксона    | Статус МСОП | Поширення у Данії             | Зображення |
| Ряд: Буревісникоподібні (Procellariiformes) |                   |                       |                  |             |                               |            |
| Родина: Буревісникові (Procellariidae)      |                   |                       |                  |             |                               |            |
| Буревісник балеарський                      |                   | Puffinus mauretanicus | P.R. Lowe, 1921  | CR          | Залітний вид                  |            |
| Буревісник-крихітка каприкорновий           |                   | Puffinus assimilis    |                  | VU          | Рідкісний залітний птах       |            |
| Буревісник кочівний                         | Mallemuk          | Fulmarus glacialis    | (Linnaeus, 1761) | LC          | Звичайний для Данії вид       |            |
| Буревісник малий                            | Almindelig skråpe | Puffinus puffinus     | (Brünnich, 1764) | VU          | Звичайний у Данії вид         |            |
| Буревісник атлантичний                      |                   | Calonectris borealis  | (Cory, 1881)     | LC          | Рідкісний залітний птах       |            |
| Великий буревісник                          | Storskråpe        | Puffinus gravis       | O'Reilly, 1818   | LC          | Залітний вид                  |            |
| Буревісник левантійський                    |                   | Puffinus griseus      | Acerbi, 1827     | VU          | широко поширений на узбережжі |            |

#### Родина Качуркові (Hydrobatidae)
| Українська назва                            | Данська назва    | Латинська назва       | Автор таксона    | Статус МСОП | Поширення у Данії       | Зображення |
| Ряд: Буревісникоподібні (Procellariiformes) |                  |                       |                  |             |                         |            |
| Родина: Качуркові (Hydrobatidae)            |                  |                       |                  |             |                         |            |
| Качурка морська                             | Lille stormsvale | Hydrobates pelagicus  | Linnaeus, 1758   | LC          | Рідкісний залітний птах |            |
| Качурка північна                            | Stor stormsvale  | Oceanodroma leucorhoa | (Vieillot, 1818) | LC          | Залітний вид            |            |

### Ряд Пеліканоподібні (Pelecaniformes)
Пеліканоподібні — це середніх або великих розмірів прибережні морські птахи. Живляться рибою, полюючи на неї на поверхні або ниряючи під воду. Відомо близько 70 видів, з них 5 видів трапляється в Данії.

#### Родина Олушеві (Sulidae)
| Українська назва                      | Данська назва | Латинська назва | Автор таксона  | Статус МСОП | Поширення в Данії                 | Зображення |
| Ряд: Пеліканоподібні (Pelecaniformes) |               |                 |                |             |                                   |            |
| Родина: Олушеві (Sulidae)             |               |                 |                |             |                                   |            |
| Олуша північна                        | Sule          | Morus bassanus  | Linnaeus, 1758 | LC          | Звичайний для Данії морський птах |            |

#### Родина Бакланові (Phalacrocoracidae)
| Українська назва                      | Данська назва | Латинська назва           | Автор таксона  | Статус МСОП | Поширення у Данії                            | Зображення |
| Ряд: Пеліканоподібні (Pelecaniformes) |               |                           |                |             |                                              |            |
| Родина: Бакланові (Phalacrocoracidae) |               |                           |                |             |                                              |            |
| Баклан великий                        | Skarv         | Phalacrocorax carbo       | Linnaeus, 1758 | LC          | Повсюдно в Данії. Чисельність бл. 6 тис. пар |            |
| Баклан чубатий                        | Topskarv      | Phalacrocorax aristotelis | Linnaeus, 1761 | LC          | Рідкісний вид                                |            |

#### Родина Пеліканові (Pelecanidae)
| Українська назва                      | Данська назва     | Латинська назва   | Автор таксона | Статус МСОП | Поширення у Данії | Зображення |
| Ряд: Пеліканоподібні (Pelecaniformes) |                   |                   |               |             |                   |            |
| Родина: Пеліканові (Pelecanidae)      |                   |                   |               |             |                   |            |
| Пелікан кучерявий                     | Krøltoppe pelikan | Pelecanus crispus | Bruch, 1832   | VU          | Рідкісний         |            |

#### Родина Фрегатові (Fregatidae)
| Українська назва                      | Данська назва   | Латинська назва     | Автор таксона | Статус МСОП | Поширення у Данії | Зображення |
| Ряд: Пеліканоподібні (Pelecaniformes) |                 |                     |               |             |                   |            |
| Родина: Фрегатові (Fregatidae)        |                 |                     |               |             |                   |            |
| Прекрасний фрегат                     | Pragtfregatfugl | Fregata magnificens | Mathews, 1914 | LC          | Залітний          |            |

### Ряд Лелекоподібні (Ciconiiformes)
Це великі або середніх розмірів птахи із довгими ногами та шиєю. Полюють на здобич на мілководді та лугах. Відомо 119 видів, з яких 14 видів трапляється в Данії.

#### Родина Лелекові (Ciconiidae)
| Українська назва                   | Данська назва | Латинська назва | Автор таксона  | Статус МСОП | Поширення в Данії                                                              | Зображення |
| Ряд: Лелекоподібні (Ciconiiformes) |               |                 |                |             |                                                                                |            |
| Родина: Лелекові (Ciconiidae)      |               |                 |                |             |                                                                                |            |
| Лелека білий                       | Hvid stork    | Ciconia ciconia | Linnaeus, 1758 | LC          | Рідкісний залітний птах. Гніздиться на півдні країни (1-2 пари)                |            |
| Лелека чорний                      | Sort stork    | Ciconia nigra   | Linnaeus, 1758 | LC          | Рідкісний залітний птах. З 1953 року зареєстровано кілька випадків гніздування |            |

#### Родина Ібісові (Threskiornithidae)
| Українська назва                    | Данська назва | Латинська назва      | Автор таксона  | Статус МСОП | Поширення у Данії                                          | Зображення |
| Ряд: Лелекоподібні (Ciconiiformes)  |               |                      |                |             |                                                            |            |
| Родина: Ібісові (Threskiornithidae) |               |                      |                |             |                                                            |            |
| Коровайка                           |               | Plegadis falcinellus | Linnaeus, 1766 | LC          | Досить поширена вздовж узбережжя                           |            |
| Косар                               | Skestork      | Platalea leucorodia  | Linnaeus, 1758 | LC          | Спорадично вздовж узбережжя. Зареєстровано близько 100 пар |            |

#### Родина Чаплеві (Ardeidae)
| Українська назва                   | Данська назва | Латинська назва       | Автор таксона   | Статус МСОП | Поширення у Данії                                  | Зображення |
| Ряд: Лелекоподібні (Ciconiiformes) |               |                       |                 |             |                                                    |            |
| Родина: Чаплеві (Ardeidae)         |               |                       |                 |             |                                                    |            |
| Бугай                              | Rørdrum       | Botaurus stellaris    | Linnaeus, 1758  | LC          | На західному узбережжі Ютландії. Популяція 300 пар |            |
| Бугай американський                |               | Botaurus lentiginosus | (Swinhoe, 1873) | LC          | Залітний вид                                       |            |
| Бугайчик                           | Dværghejre    | Ixobrychus minutus    | Linnaeus, 1766  | LC          | Рідкісний                                          |            |
| Квак                               | Nathejren     | Nycticorax nycticorax | Linnaeus, 1758  | LC          | Залітний вид                                       |            |
| Чапля жовта                        | Tophejre      | Ardeola ralloides     | Scopoli, 1769   | LC          | Залітний вид                                       |            |
| Чапля єгипетська                   | Kohejre       | Bubulcus ibis         | Linnaeus, 1758  | LC          | Рідкісний залітний птах                            |            |
| Чепура мала                        | Silkehejren   | Egretta garzetta      | Linnaeus, 1766  | LC          | Рідкісний залітний птах                            |            |
| Чапля сіра                         | Fiskehejren   | Ardea cinerea         | Linnaeus, 1758  | LC          | Поширений у всій Данії. Чисельність 6-7 тис. пар   |            |
| Чапля руда                         | Purpurhejre   | Ardea purpurea        | Linnaeus, 1766  | LC          | Залітний вид                                       |            |
| Чепура велика                      | Sølvhejre     | Ardea alba            | Linnaeus, 1758  | LC          | По всій Данії                                      |            |

### Ряд Гусеподібні (Anseriformes)
Ряд включає гусей та качок. Представники ряду мають перетинчасті лапи, вони пристосовані до водного способу життя. Ряд містить близько 170 видів, з них на території Данії трапляється 42 види.

#### Родина Качкові (Anatidae)
| Українська назва                | Данська назва       | Латинська назва           | Автор таксона     | Статус МСОП | Поширення в Данії                                                                                         | Зображення |
| Ряд: Гусеподібні (Anseriformes) |                     |                           |                   |             | |            |
| Родина: Качкові (Anatidae)      |                     |                           |                   |             | |            |
| Лебідь-шипун                    | Knopsvane           | Cygnus olor               | Gmelin, 1789      | LC          | Спорадично повсюдно                                                                                       |            |
| Лебідь-кликун                   | Sangsvane           | Cygnus cygnus             | Linnaeus, 1758    | LC          | На зимівлі спорадично                                                                                     |            |
| Лебідь американський            | Pibesvanen          | Cygnus columbianus        | Ord, 1815         | LC          | Залітний                                                                                                  |            |
| Гуменник                        |                     | Anser fabalis             | Latham, 1787      | LC          | Спорадично                                                                                                |            |
| Гуска білолоба                  | Blisgås             | Anser albifrons           | Scopoli, 1769     | LC          | На зимівлі                                                                                                |            |
| Гуска мала                      | Dværggås            | Anser erythropus          | Linnaeus, 1758    | VU          | Зрідка на зимівлі                                                                                         |            |
| Сіра гуска                      | Grågås              | Anser anser               | Latham, 1790      | LC          | Повсюдно                                                                                                  |            |
| Гуменник короткодзьобий         | Kortnæbbet gås      | Anser brachyrhynchus      | Baillon, 1834     | LC          | При міграції                                                                                              |            |
| Казарка чорна                   | Knortegås           | Branta bernicla           | Linnaeus, 1758    | LC          | Досить поширений при міграції                                                                             |            |
| Казарка червоновола             | Rødhalset gås       | Branta ruficollis         | Pallas, 1769      | EN          | Залітний                                                                                                  |            |
| Казарка білощока                | Bramgås             | Branta leucopsis          | (Linnaeus, 1758)  | LC          | У Ваттовому морі при перельоті з Нідерландів                                                              |            |
| Казарка канадська               | Canadagås           | Branta canadensis         | (Linnaeus, 1758)  | LC          | При сезонній міграції                                                                                     |            |
| Огар                            | Rustand             | Tadorna ferruginea        | Pallas, 1764      | LC          | Рідкісний                                                                                                 |            |
| Галагаз звичайний               | Gravand             | Tadorna tadorna           | Linnaeus, 1758    | LC          | Поширений, чисельність 2-3 тис. пар                                                                       |            |
| Свищ                            | Pibeand             | Anas penelope             | Linnaeus, 1758    | LC          | Зрідка у Ваттовому морі                                                                                   |            |
| Нерозень                        | Knarand             | Anas strepera             | Linnaeus, 1758    | LC          | Повсюдно                                                                                                  |            |
| Чирянка мала                    | Krikanden           | Anas crecca               | Linnaeus, 1758    | LC          | Поширений при перельоті                                                                                   |            |
|                                 | Amerikansk krikand  | Anas carolinensis         | Gmelin, 1789      | LC          | Залітний з Америки                                                                                        |            |
| Крижень                         | Gråanden            | Anas platyrhynchos        | Linnaeus, 1758    | LC          | Повсюдно                                                                                                  |            |
| Шилохвіст                       | Spidsand            | Anas acuta                | Linnaeus, 1758    | LC          | Повсюдно                                                                                                  |            |
| Чирянка велика                  | Atlingand           | Anas querquedula          | Linnaeus, 1758    | LC          | Повсюдно, 300—500 пар                                                                                     |            |
| Широконіска                     | Skeand              | Anas clypeata             | Linnaeus, 1758    | LC          | Спорадично гніздиться, часто трапляється на перельоті                                                     |            |
|                                 |                     | Anas americana            | (Gmelin, 1789)    | LC          | Залітний                                                                                                  |            |
| Чирянка-квоктун                 | Sibirisk krikand    | Anas formosa              | Georgi, 1775      | VU          | Залітний з Сибіру                                                                                         |            |
| Чернь червонодзьоба             | Rødhovedet and      | Netta rufina              | Pallas, 1773      | LC          | Острів Лолланн                                                                                            |            |
| Попелюх                         | Taffeland           | Aythya ferina             | Linnaeus, 1758    | LC          | Спорадично                                                                                                |            |
| Чернь білоока                   | Hvidøjet and        | Aythya nyroca             | Güldenstädt, 1770 | NT          | Повсюдно                                                                                                  |            |
| Чернь чубата                    | Troldand            | Aythya fuligula           | Linnaeus, 1758    | LC          | Широко поширений                                                                                          |            |
| Чернь морська                   | Bjergand            | Aythya marila             | Linnaeus, 1758    | LC          | На узбережжі під час зимівлі                                                                              |            |
| Гага звичайна                   | Edderfugl           | Somateria mollissima      | Linnaeus, 1758    | LC          | Досить поширений                                                                                          |            |
| Гага королівська                | Kongeedderfugl      | Somateria spectabilis     | (Linnaeus, 1758)  | LC          | Спорадично                                                                                                |            |
| Каменярка                       | Strømand            | Histrionicus histrionicus | (Linnaeus, 1758)  | LC          | |            |
| Морянка                         | Havlit              | Clangula hyemalis         | Linnaeus, 1758    | VU          | На узбережжі при перельоті                                                                                |            |
| Синьга                          | Sortand             | Melanitta nigra           | Linnaeus, 1758    | LC          | На узбережжі Балтійського моря при зимівлі                                                                |            |
| Турпан                          | Fløjlsand           | Melanitta fusca           | Linnaeus, 1758    | LC          | На морському узбережжі                                                                                    |            |
| Синьга американська             |                     | Melanitta americana       | Swainson, 1832    | LC          | Залітний з Америки                                                                                        |            |
| Турпан білолобий                |                     | Melanitta perspicillata   | (Linnaeus, 1758)  | LC          | Залітний з Америки                                                                                        |            |
| Гоголь                          | Hvinand             | Bucephala clangula        | Linnaeus, 1758    | LC          | Спорадично                                                                                                |            |
| Крех малий                      | Lille skallesluger  | Mergellus albellus        | Linnaeus, 1758    | LC          | Вздовж узбережжя або в великих озерах в східній частині країни, наприклад, в Південній гавані Копенгагена |            |
| Крех середній                   | Toppet skallesluger | Mergus serrator           | Linnaeus, 1758    | LC          | Повсюдно                                                                                                  |            |
| Крех великий                    | Stor skallesluger   | Mergus merganser          | Linnaeus, 1758    | LC          | Досить поширений                                                                                          |            |
| Савка американська              |                     | Oxyura jamaicensis        | Gmelin, 1789      | LC          | Інтрудукований                                                                                            |            |

### Ряд Соколоподібні (Falconiformes)
Це денні активні хижаки. Характеризуються міцною тілобудовою, гострими кігтями та дзьобом, швидким політом. Відомо близько 290 видів, з них у Данії трапляється 32 види.

#### Родина Скопині (Pandionidae)
| Українська назва                   | Данська назва | Латинська назва   | Автор таксона  | Статус МСОП | Поширення в Данії                      | Зображення |
| Ряд: Соколоподібні (Falconiformes) |               |                   |                |             |                                        |            |
| Родина: Скопині (Pandionidae)      |               |                   |                |             |                                        |            |
| Скопа                              | Fiskeørn      | Pandion haliaetus | Linnaeus, 1758 | LC          | Рідкісний залітний птах зі Скандинавії |            |

#### Родина Яструбові (Accipitridae)
| Українська назва                   | Данська назва   | Латинська назва      | Автор таксона        | Статус МСОП | Поширення у Данії                                                         | Зображення |
| Ряд: Соколоподібні (Falconiformes) |                 |                      |                      |             |                                                                           |            |
| Родина: Яструбові (Accipitridae)   |                 |                      |                      |             |                                                                           |            |
| Осоїд                              | Hvepsevåge      | Pernis apivorus      | Linnaeus, 1758       | LC          | Досить поширений                                                          |            |
| Шуліка чорноплечий                 |                 | Elanus caeruleus     | Desfontaines, (1789) | LC          | Рідкісний залітний                                                        |            |
| Шуліка рудий                       | Rød glente      | Milvus milvus        | Linnaeus, 1758       | NT          | Спорадично, гніздиться 50-200 пар                                         |            |
| Шуліка чорний                      | Sort glente     | Milvus migrans       | Boddaert, 1783       | LC          | Залітний при міграціях                                                    |            |
| Орлан-білохвіст                    | Havørn          | Haliaeetus albicilla | Linnaeus, 1758       | LC          | Спорадично, популяція відроджується. Гніздиться 50-70 пар                 |            |
| Сип білоголовий                    | Gåsegrib        | Gyps fulvus          | Hablizl, 1783        | LC          | Північна Ютландія, близько 30 пар                                         |            |
| Змієїд                             | Slangeørn       | Circaetus gallicus   | Gmelin, 1788         | LC          | Рідкісний                                                                 |            |
| Лунь очеретяний                    | Болотный лунь   | Circus aeruginosus   | Linnaeus, 1758       | LC          | Західна Росія                                                             |            |
| Лунь польовий                      | Rørhøg          | Circus cyaneus       | Linnaeus, 1766       | LC          | Спорадично, гніздиться 650 пар                                            |            |
| Лунь степовий                      |                 | Circus macrourus     | Gmelin, 1770         | NT          | Рідкісний залітний вид                                                    |            |
| Лунь лучний                        | Hedehøg         | Circus pygargus      | Linnaeus, 1758       | LC          | Спорадично, переважно в болотах Південної Ютландії. Гніздиться бл. 40 пар |            |
| Лунь польовий                      | Blå kærhøg      | Circus cyaneus       | Linnaeus, 1758       | LC          | Залітний вид. Відомо про гніздування 1-2 пар.                             |            |
| Яструб великий                     | Duehøg          | Accipiter gentilis   | Linnaeus, 1758       | LC          | Повсюдно                                                                  |            |
| Яструб малий                       | Spurvehøg       | Accipiter nisus      | Linnaeus, 1758       | LC          | Повсюдно, близько 4 тис. пар                                              |            |
| Канюк звичайний                    | Musvåge         | Buteo buteo          | Linnaeus, 1758       | LC          | Повсюдно, близько 6 тис. пар                                              |            |
| Канюк степовий                     | Ørnevåge        | Buteo rufinus        | Cretzschmar, 1827    | LC          | Рідкісний залітний                                                        |            |
| Зимняк                             | Fjeldvåge       | Buteo lagopus        | Pontoppidan, 1763    | LC          | Поширений спорадично, але не розмножується в Данії                        |            |
| Підорлик малий                     | Lille skrigeørn | Aquila pomarina      | Brehm, 1831          | LC          | Рідкісний залітний птах                                                   |            |
| Підорлик великий                   |                 | Aquila clanga        | Pallas, 1811         | VU          | Рідкісний залітний птах                                                   |            |
| Орел степовий                      | Steppeørn       | Aquila nipalensis    | Hodgson, 1833        | LC          | Рідкісний залітний птах                                                   |            |
| Орел-могильник                     | Kejserørn       | Aquila heliaca       | Savigny, 1809        | VU          | Рідкісний залітний птах                                                   |            |
| Беркут                             | Kongeørn        | Aquila chrysaetos    | Linnaeus, 1758       | LC          | У 2013 році у Данії гніздилося 3 пари беркутів                            |            |
| Орел-карлик яструбиний             | Høgeørn         | Aquila fasciata      | Vieillot, 1822       | LC          | Рідкісний залітний вид                                                    |            |
| Орел-карлик                        | Dværgørn        | Hieraaetus pennatus  | Gmelin, 1788         | LC          | Спорадично                                                                |            |

#### Родина Соколові (Falconidae)
| Українська назва                   | Данська назва | Латинська назва   | Автор таксона   | Статус МСОП | Поширення у Данії  | Зображення |
| Ряд: Соколоподібні (Falconiformes) |               |                   |                 |             |                    |            |
| Родина: Соколові (Falconidae)      |               |                   |                 |             |                    |            |
| Боривітер звичайний                | Tårnfalk      | Falco tinnunculus | Linnaeus, 1758  | LC          | Досить поширений   |            |
| Боривітер степовий                 |               | Falco naumanni    | Fleischer, 1818 | VU          | Рідкісний залітний |            |
| Кібчик                             | Aftenfalk     | Falco vespertinus | Linnaeus, 1766  | NT          | Рідкісний          |            |
| Підсоколик малий                   | Dværgfalk     | Falco columbarius | Linnaeus, 1758  | LC          | Повсюдно           |            |
| Підсоколик великий                 | Lærkefalk     | Falco subbuteo    | Linnaeus, 1758  | LC          | Широко поширений   |            |
| Сапсан                             | Vandrefalk    | Falco peregrinus  | Tunstall, 1771  | LC          | Рідкісний          |            |
| Кречет                             | Jagtfalk      | Falco rusticolus  | Linnaeus, 1758  | LC          | Повсюдно           |            |

### Ряд Куроподібні (Galliformes)
Широко поширений ряд птахів. У куроподібних міцні лапи, пристосовані для швидкого бігу і риття землі. Літати вміють не всі курячі та, в кращому випадку, лише на невеликі відстані. Відомо близько 250 видів, з них у фауні Данії зареєстровано 5 видів.

#### Родина Тетерукові (Tetraonidae)
| Українська назва                 | Данська назва | Латинська назва  | Автор таксона  | Статус МСОП | Поширення в Данії                        | Зображення |
| Ряд: Куроподібні (Galliformes)   |               |                  |                |             |                                          |            |
| Родина: Тетерукові (Tetraonidae) |               |                  |                |             |                                          |            |
| Тетерук                          | Urfugl        | Tetrao tetrix    | Linnaeus, 1758 | LC          | Оголошений вимерли м у Данії у 2001 році |            |
| Глушець                          | Tjur          | Tetrao urogallus | Linnaeus, 1758 | LC          | Існував в історичний час, але вимер.     |            |

#### Родина Фазанові (Phasianidae)
| Українська назва               | Данська назва | Латинська назва     | Автор таксона  | Статус МСОП | Поширення у Данії                   | Зображення |
| Ряд: Куроподібні (Galliformes) |               |                     |                |             |                                     |            |
| Родина: Фазанові (Phasianidae) |               |                     |                |             |                                     |            |
| Куріпка сіра                   | Agerhønen     | Perdix perdix       | Linnaeus, 1758 | LC          | Повсюдно                            |            |
| Перепілка звичайна             | Vagtel        | Coturnix coturnix   | Linnaeus, 1758 | LC          | Повсюдно                            |            |
| Фазан звичайний                | Fasan         | Phasianus colchicus | Linnaeus, 1758 | LC          | Інтрудукований на мисливські угіддя |            |

### Ряд Журавлеподібні (Gruiformes)
Великий ряд різних за зовнішнім виглядом, особливостями внутрішньої будови і способу життя птахів. Переважно болотні і наземні птахи, рідше ті, що гніздяться на деревах. Відомо близько 190 видів, з них у фауні Данії зареєстровано 12 видів.

#### Родина Журавлеві (Gruidae)
| Українська назва                 | Данська назва | Латинська назва    | Автор таксона  | Статус МСОП | Поширення в Данії                                       | Зображення |
| Ряд: Журавлеподібні (Gruiformes) |               |                    |                |             |                                                         |            |
| Родина: Журавлеві (Gruidae)      |               |                    |                |             |                                                         |            |
| Журавель сірий                   | Trane         | Grus grus          | Linnaeus, 1758 | LC          | Невелика кількість гніздувань, численний при перельотах |            |
| Журавель степовий                | Jomfrutrane   | Anthropoides virgo | Linnaeus, 1758 | LC          | Залітний                                                |            |

#### Родина Пастушкові (Rallidae)
| Українська назва                 | Данська назва     | Латинська назва     | Автор таксона  | Статус МСОП | Поширення у Данії                       | Зображення |
| Ряд: Журавлеподібні (Gruiformes) |                   |                     |                |             |                                         |            |
| Родина: Пастушкові (Rallidae)    |                   |                     |                |             |                                         |            |
| Пастушок                         | Vandrikse         | Rallus aquaticus    | Linnaeus, 1758 | LC          | Повсюдно                                |            |
| Погонич малий                    |                   | Porzana parva       | Scopoli, 1769  | LC          | Залітний з Росії                        |            |
| Погонич звичайний                | Plettet rørvagtel | Porzana porzana     | Linnaeus, 1766 | LC          | Спорадично, переважно на півночі країни |            |
| Погонич-крихітка                 |                   | Porzana pusilla     | Pallas, 1776   | LC          | Залітний з Росії                        |            |
| Деркач                           | Engsnarre         | Crex crex           | Linnaeus, 1758 | LC          | Спорадично                              |            |
| Курочка водяна                   | Grønbenet rørhøne | Gallinula chloropus | Linnaeus, 1758 | LC          | Досить поширений                        |            |
|                                  |                   | Porphyrio alleni    | Thomson, 1842  | LC          | Залітний з Південної Європи             |            |
| Лиска                            | Blishøne          | Fulica atra         | Linnaeus, 1758 | LC          | Досить поширений                        |            |

#### Родина Дрохвові (Otididae)
| Українська назва                 | Данська назва | Латинська назва | Автор таксона  | Статус МСОП | Поширення у Данії | Зображення |
| Ряд: Журавлеподібні (Gruiformes) |               |                 |                |             |                   |            |
| Родина: Дрохвові (Otididae)      |               |                 |                |             |                   |            |
| Дрохва                           | Stortrappe    | Otis tarda      | Linnaeus, 1758 | VU          | Рідкісний         |            |
| Хохітва                          | Dværgtrappe   | Tetrax tetrax   | Linnaeus, 1758 | NT          | Рідкісний         |            |

### Ряд Сивкоподібні (Charadriiformes)
Один з найбільших рядів водних і навколоводних птахів, поширених у всьому світі, що значно розрізняються як морфологічно, так і поведінковими характеристиками. Відомо 343 види, з них 103 види трапляються в Данії.

#### Родина Кулики-сороки (Haematopodidae)
| Українська назва                       | Данська назва | Латинська назва       | Автор таксона  | Статус МСОП | Поширення в Данії             | Зображення |
| Ряд: Сивкоподібні (Charadriiformes)    |               |                       |                |             |                               |            |
| Родина: Кулики-сороки (Haematopodidae) |               |                       |                |             |                               |            |
| Кулик-сорока                           | Strandskade   | Haematopus ostralegus | Linnaeus, 1758 | LC          | Широко поширений на узбережжі |            |

#### Родина Чоботарові (Recurvirostridae)
| Українська назва                      | Данська назва | Латинська назва        | Автор таксона  | Статус МСОП | Поширення у Данії       | Зображення |
| Ряд: Сивкоподібні (Charadriiformes)   |               |                        |                |             |                         |            |
| Родина: Чоботарові (Recurvirostridae) |               |                        |                |             |                         |            |
| Чоботар                               | Klyde         | Recurvirostra avosetta | Linnaeus, 1758 | LC          | Ваттове море            |            |
| Кулик-довгоніг                        | Stylteløber   | Himantopus himantopus  | Linnaeus, 1758 | LC          | Рідкісний залітний птах |            |

#### Родина Лежневі (Burhinidae)
| Українська назва                    | Данська назва | Латинська назва     | Автор таксона  | Статус МСОП | Поширення у Данії       | Зображення |
| Ряд: Сивкоподібні (Charadriiformes) |               |                     |                |             |                         |            |
| Родина: Лежневі (Burhinidae)        |               |                     |                |             |                         |            |
| Лежень                              | Triel         | Burhinus oedicnemus | Linnaeus, 1758 | LC          | Рідкісний залітний птах |            |

#### Родина Дерихвостові (Glareolidae)
| Українська назва                    | Данська назва | Латинська назва     | Автор таксона  | Статус МСОП | Поширення у Данії       | Зображення |
| Ряд: Сивкоподібні (Charadriiformes) |               |                     |                |             |                         |            |
| Родина: Дерихвостові (Glareolidae)  |               |                     |                |             |                         |            |
| Бігунець пустельний                 | Ørkenløber    | Cursorius cursor    | Latham, 1787   | LC          | Рідкісний залітний птах |            |
| Дерихвіст лучний                    |               | Glareola pratincola | Linnaeus, 1766 | NT          | Рідкісний залітний птах |            |
| Дерихвіст степовий                  |               | Glareola nordmanni  | Nordmann, 1842 | NT          | Рідкісний залітний птах |            |

#### Родина Сивкові (Charadriidae)
| Українська назва                    | Данська назва           | Латинська назва          | Автор таксона        | Статус МСОП | Поширення у Данії                         | Зображення |
| Ряд: Сивкоподібні (Charadriiformes) |                         |                          |                      |             |                                           |            |
| Родина: Сивкові (Charadriidae)      |                         |                          |                      |             |                                           |            |
| Пісочник великий                    | Stor præstekrave        | Charadrius hiaticula     | Linnaeus, 1758       | LC          | Широко поширений, чисельність 2 тис. пар  |            |
| Пісочник малий                      | Lille præstekrave       | Charadrius dubius        | Scopoli, 1786        | LC          | Широко поширений                          |            |
| Пісочник морський                   | Hvidbrystet præstekrave | Charadrius alexandrinus  | Linnaeus, 1758       | LC          | Широко поширений на морському узбережжі   |            |
| Пісочник товстодзьобий              | Ørkenpræstekrave        | Charadrius leschenaultii | Lesson, 1826         | LC          | Рідкісний                                 |            |
| Хрустан                             | Pomeransfugl            | Charadrius morinellus    | Linnaeus, 1758       | LC          | Численний під час міграцій                |            |
| Сивка звичайна                      | Hjejle                  | Pluvialis apricaria      | Linnaeus, 1758       | LC          | Вимираючий в Данії вид                    |            |
| Сивка американська                  | Amerikansk hjejle       | Pluvialis dominica       | Statius Müller, 1776 | LC          | Рідкісний залітний вид                    |            |
| Сивка морська                       | Strandhjejle            | Pluvialis squatarola     | Linnaeus, 1758       | LC          | Поширений залітний вид                    |            |
| Сивка бурокрила                     | Sibirisk tundrahjejle   | Pluvialis fulva          | Linnaeus, 1758       | LC          | Рідкісний залітний вид                    |            |
| Чайка степова                       | Steppevibe              | Vanellus gregarius       | Pallas, 1771         | CR          | Рідкісний                                 |            |
| Чайка білохвоста                    | Sumpvibe                | Vanellus leucurus        | Lichtenstein, 1823   | LC          | Рідкісний залітний вид з Західної Азії    |            |
| Чайка                               | Vibe                    | Vanellus vanellus        | Linnaeus, 1758       | LC          | Широко поширений                          |            |
| Пісочник монгольський               | Mongolsk præstekrave    | Charadrius mongolus      | Linnaeus, 1758       | LC          | З 1950 року зареєстований двічі, залітний |            |

#### Родина Баранцеві (Scolopacidae)
| Українська назва                    | Данська назва           | Латинська назва         | Автор таксона     | Статус МСОП | Поширення у Данії                                         | Зображення |
| Ряд: Сивкоподібні (Charadriiformes) |                         |                         |                   |             |                                                           |            |
| Родина: Баранцеві (Scolopacidae)    |                         |                         |                   |             |                                                           |            |
| Побережник ісландський              | Islandsk ryle           | Calidris canutus        | Linnaeus, 1758    | LC          | На перельоті                                              |            |
| Побережник білий                    | Sandløber               | Calidris alba           | Pallas, 1764      | LC          | Залітний вид                                              |            |
| Побережник малий                    | Dværgryle               | Calidris minuta         | Leisler, 1812     | LC          | Численний під час міграцій                                |            |
| Побережник білохвостий              | Temmincksryle           | Calidris temminckii     | Leisler, 1812     | LC          | трапляється під час міграцій                              |            |
| Побережник білогрудий               | Hvidrygget ryle         | Calidris fuscicollis    | Vieillot, 1819    | LC          | Рідкісний                                                 |            |
| Побережник Берда                    | Bairdsryle              | Calidris bairdii        | Coues, 1861       | LC          | Рідкісний                                                 |            |
| Побережник арктичний                | Stribet ryle            | Calidris melanotos      | Vieillot, 1819    | LC          | Численний під час міграцій                                |            |
| Побережник червоногрудий            | Krumnæbbet ryle         | Calidris ferruginea     | Pontoppidan, 1763 | LC          | трапляється під час міграцій                              |            |
| Побережник чорногрудий              | Almindelig ryle         | Calidris alpina         | Linnaeus, 1758    | LC          | Невелика кількість гніздувань, численний на перельоті     |            |
| Побережник морський                 | Sortgrå ryle            | Calidris maritima       | Brünnich, 1764    | LC          | Поширений на морському узбережжі                          |            |
| Побережник тундровий                | Tyknæbbet dværgryle     | Calidris pusilla        | Cabanis, 1857     | LC          | Рідкісний залітний                                        |            |
| Побережник рудоголовий              | Rødhalset ryle          | Calidris ruficollis     | (Pallas, 1776)    | LC          | Рідкісний залітний                                        |            |
|                                     | Spidshalet ryle         | Calidris acuminata      | Horsfield, 1821   | LC          | Рідкісний залітний                                        |            |
|                                     | Klireryle               | Calidris himantopus     | Bonaparte, 1826   | LC          | Зареєстрована єдина зустріч у 1998 році на півночі країни |            |
| Жовтоволик                          | Præriøøber              | Calidris subruficollis  | Vieillot, 1819    | NT          | Рідкісний залітний з Америки                              |            |
| Побережник болотяний                | Kærløber                | Limicola falcinellus    | Pontoppidan, 1763 | LC          | Рідкісний залітний                                        |            |
| Турухтан                            | Brushane                | Philomachus pugnax      | Linnaeus, 1758    | LC          | Широко поширений                                          |            |
| Баранець малий                      | Enkeltbekkasin          | Lymnocryptes minimus    | Brunnich, 1764    | LC          | Численний на перельоті                                    |            |
| Баранець великий                    | Tredækker               | Gallinago media         | Latham, 1787      | NT          | Спорадично                                                |            |
| Баранець звичайний                  | Dobbeltbekkasin         | Gallinago gallinago     | Linnaeus, 1758    | LC          | Досить поширений                                          |            |
| Неголь довгодзьобий                 | Langnæbbet sneppeklire  | Limnodromus scolopaceus | Say, 1823         | LC          | Рідкісний                                                 |            |
| Слуква                              | Skovsneppe              | Scolopax rusticola      | Linnaeus, 1758    | LC          | Повсюдно                                                  |            |
| Грицик великий                      | Stor kobbersneppe       | Limosa limosa           | Linnaeus, 1758    | LC          | Спорадично на півдні країни                               |            |
| Грицик малий                        | Lille kobbersneppe      | Limosa lapponica        | Linnaeus, 1758    | LC          | трапляється під час перельотів                            |            |
| Грицик малий                        | Canadisk kobbersneppe   | Limosa haemastica       | Linnaeus, 1758    | LC          | Єдина зареєстрована зустріч у 1986 році                   |            |
| Кульон середній                     | Småspove                | Numenius phaeopus       | Linnaeus, 1758    | LC          | Численний на перельоті                                    |            |
| Кульон великий                      | Storspoven              | Numenius arquata        | Linnaeus, 1758    | NT          | Спорадично                                                |            |
| Коловодник чорний                   | Sortklire               | Tringa erythropus       | Pallas, 1764      | LC          | Численний на перельоті                                    |            |
| Коловодник звичайний                | Rødben                  | Tringa totanus          | Linnaeus, 1758    | LC          | Досить поширений                                          |            |
| Коловодник ставковий                | Damklire                | Tringa stagnatilis      | Bechstein, 1803   | LC          | На перельоті з Росії                                      |            |
| Коловодник лісовий                  | Svaleklire              | Tringa ochropus         | Linnaeus, 1758    | LC          | Рідкісний                                                 |            |
| Коловодник великий                  | Hvidklire               | Tringa nebularia        | Gunnerus, 1767    | LC          | Досить поширений                                          |            |
| Жовтоногий коловодник               | Lille gulben            | Tringa flavipes         | Gmelin, 1789      | LC          | Рідкісний залітний                                        |            |
| Коловодник болотяний                | Tinksmed                | Tringa glareola         | Linnaeus, 1758    | LC          | Рідкісний                                                 |            |
| Мородунка                           | Terekklire              | Xenus cinereus          | Güldenstädt, 1775 | LC          | трапляється на перельоті з Фінляндії                      |            |
| Набережник                          | Mudderklire             | Actitis hypoleucos      | Linnaeus, 1758    | LC          | трапляється на перельоті з Скандинавії                    |            |
| Набережник плямистий                | Plettet mudderklire     | Actitis macularius      | Linnaeus, 1758    | LC          | Рідкісний залітний                                        |            |
| Крем'яшник звичайний                | Stenvender              | Actitis interpres       | Linnaeus, 1758    | LC          | Спорадично                                                |            |
| Плавунець довгодзьобий              | Amerikansk svømmesneppe | Phalaropus tricolor     | Vieillot, 1819    | LC          | Залітний вид                                              |            |
| Плавунець круглодзьобий             | Odinshane               | Phalaropus lobatus      | Linnaeus, 1758    | LC          | Рідкісний залітний вид                                    |            |
| Плавунець плоскодзьобий             | Thorshane               | Phalaropus fulicarius   | Linnaeus, 1758    | LC          | Рідкісний залітний вид                                    |            |

#### Родина Мартинові (Laridae)
| Українська назва                    | Данська назва      | Латинська назва              | Автор таксона      | Статус МСОП | Поширення у Данії                                 | Зображення |
| Ряд: Сивкоподібні (Charadriiformes) |                    |                              |                    |             |                                                   |            |
| Родина: Мартинові (Laridae)         |                    |                              |                    |             |                                                   |            |
| Мартин каспійський                  |                    | Larus ichthyaetus            | Pallas, 1773       | LC          | Залітний                                          |            |
| Мартин середземноморський           | Sorthovedet måge   | Ichthyaetus melanocephalus   | Temminck, 1820     | LC          | Рідкісний                                         |            |
| Мартин звичайний                    | Hættemåge          | Larus ridibundus             | Linnaeus, 1766     | LC          | Повсюдно                                          |            |
| Мартин малий                        | Dværgmåge          | Larus minutus                | Pallas, 1776       | LC          | Рідкісний                                         |            |
| Мартин сизий                        | Stormmåge          | Larus canus                  | Linnaeus, 1758     | LC          | Повсюдно                                          |            |
| Мартин сріблястий                   | Sølvmåge           | Larus argentatus             | Pontoppidan, 1763  | LC          | Широко поширений                                  |            |
| Мартин чорнокрилий                  | Sildemåge          | Larus fuscus                 | Linnaeus 1758      | LC          | Поширений вид                                     |            |
| Мартин гренландський                | Hvidvinget måge    | Larus glaucoides             | Meyer, 1822        | LC          | Залітний                                          |            |
| Мартин морський                     | Svartbag           | Larus marinus                | Linnaeus, 1758     | LC          | Поширений                                         |            |
| Мартин трипалий                     | Ride               | Rissa tridactyla             | Linnaeus, 1758     | LC          | Спорадично                                        |            |
|                                     |                    | Chroicocephalus philadelphia | Ord, 1815          | LC          | Залітний                                          |            |
|                                     | Ismåge             | Pagophila eburnea            | Phipps, 1774       | NT          | Зареєстрований єдиний випадок зальоту у 2006 році |            |
|                                     |                    | Rhodostethia rosea           | MacGillivray, 1842 | LC          | Залітний вид                                      |            |
|                                     | Sabinemåge         | Xema sabini                  | Leach, 1819        | LC          | Рідкісний на перельоті                            |            |
| Мартин сіроногий                    |                    | Ichthyaetus audouinii        | Payraudeau, 1826   | LC          | Залітний                                          |            |
|                                     | Lattermåge         | Leucophaeus atricilla        | (Linnaeus , 1758)  | LC          | З 1985 по 2006 рік спостерігали 8 зальотів птаха  |            |
|                                     |                    | Larus delawarensis           | Ord, 1815          | LC          | Рідкісний залітний                                |            |
| Мартин скельний                     | Middelhavssølvmåge | Larus michahellis            | Naumann, 1840      | LC          | Досить поширений                                  |            |
| Мартин полярний                     | Gråmåge            | Larus hyperboreus            | Gunnerus, 1767     | LC          | Рідкісний на перельоті                            |            |

#### Родина Крячкові (Sternidae)
| Українська назва                    | Данська назва    | Латинська назва         | Автор таксона     | Статус МСОП | Поширення у Данії                 | Зображення |
| Ряд: Сивкоподібні (Charadriiformes) |                  |                         |                   |             |                                   |            |
| Родина: Крячкові (Sternidae)        |                  |                         |                   |             |                                   |            |
| Крячок чорнодзьобий                 | Sandterne        | Gelochelidon nilotica   | Gmelin, 1789      | LC          | Рідкісний                         |            |
| Крячок каспійський                  | Rovterne         | Hydroprogne caspia      | Pallas, 1770      | LC          | Рідкісний залітний                |            |
| Крячок рябодзьобий                  | Splitterne       | Thalasseus sandvicensis | Latham, 1787      | LC          | Широко поширений                  |            |
| Крячок каліфорнійський              | Aztekerterne     | Thalasseus elegans      | Gambel, 1849      | LC          | Рідкісний залітний птах з Америки |            |
| Крячок річковий                     | Fjordterne       | Sterna hirundo          | Linnaeus, 1758    | LC          | Широко поширений                  |            |
| Крячок полярний                     | Havterne         | Sterna paradisaea       | Pontoppidan, 1763 | LC          | Численний на перельоті            |            |
| Рожевий крячок                      | Rosenterne       | Sterna dougallii        | Montagu, 1813     | LC          | Рідкісний                         |            |
| Крячок малий                        | Dværgterne       | Sternula albifrons      | Pallas, 1764      | LC          | Спорадично                        |            |
| Крячок білощокий                    |                  | Chlidonias hybrida      | Pallas, 1811      | LC          | Залітний вид                      |            |
| Крячок чорний                       | Sortterne        | Chlidonias niger        | Linnaeus, 1758    | LC          | Досить поширений                  |            |
| Крячок білокрилий                   | Hvidvinget terne | Chlidonias leucopterus  | Temminck, 1815    | LC          | Рідкісний залітний птах           |            |
| Темний крячок                       | Sodfarvet terne  | Onychoprion fuscatus    | Linnaeus, 1766    | LC          | Рідкісний залітний птах з Америки |            |
| Крячок бурокрилий                   |                  | Onychoprion anaethetus  | Scopoli, 1786     | LC          | Рідкісний залітний птах з Америки |            |

#### Родина Поморникові (Stercorariidae)
| Українська назва                     | Данська назва    | Латинська назва          | Автор таксона  | Статус МСОП | Поширення у Данії        | Зображення |
| Ряд: Сивкоподібні (Charadriiformes)  |                  |                          |                |             |                          |            |
| Родина: Поморникові (Stercorariidae) |                  |                          |                |             |                          |            |
| Поморник великий                     | Storkjove        | Stercorarius skua        | Brunnich, 1764 | LC          | На узбережжі             |            |
| Поморник середній                    |                  | Stercorarius pomarinus   | Temminck, 1815 | LC          | Залітний вид             |            |
| Поморник короткохвостий              | Almindelig kjove | Stercorarius parasiticus | Linnaeus, 1758 | LC          | трапляється на перельоті |            |
| Поморник довгохвостий                | Lille kjove      | Stercorarius longicaudus | Vieillot, 1819 | LC          | трапляється на перельоті |            |

#### Родина Алькові (Alcidae)
| Українська назва                    | Данська назва | Латинська назва    | Автор таксона     | Статус МСОП | Поширення у Данії                                                   | Зображення |
| Ряд: Сивкоподібні (Charadriiformes) |               |                    |                   |             |                                                                     |            |
| Родина: Алькові (Alcidae)           |               |                    |                   |             |                                                                     |            |
| Люрик                               | Søkonge       | Alle alle          | Linnaeus, 1758    | LC          | Зимує На північно-західному узбережжі Данії                         |            |
| Кайра тонкодзьоба                   | Lomvie        | Uria aalge         | Pontoppidan, 1763 | LC          | На острові Гресгольм зимує до 2500 птахів                           |            |
| Кайра товстодзьоба                  | Polarlomvie   | Uria lomvia        | Linnaeus, 1758    | LC          | Залітний птах                                                       |            |
| Гагарка                             | Alk           | Alca torda         | Linnaeus, 1758    | LC          | Поширений на узбережжі                                              |            |
| Чистун арктичний                    | Tejst         | Cepphus grylle     | Kohl, 1820        | LC          | Гніздиться на узбережжі Каттегату, Великого Бельта та острові Самсе |            |
| Тупик атлантичний                   | Lunde         | Fratercula arctica | Linnaeus, 1758    | LC          | Зрідка на перельоті                                                 |            |

### Ряд Голубоподібні (Columbiformes)
Голуби — це дрібні птахи із міцною тілобудовою та короткою шиєю. Харчуються насінням, плодами. Відомо 303 види, з них на території Данії трапляються 6 видів.

#### Родина Голубові (Columbidae)
| Українська назва                   | Данська назва    | Латинська назва         | Автор таксона     | Статус МСОП | Поширення в Данії         | Зображення |
| Ряд: Голубоподібні (Columbiformes) |                  |                         |                   |             |                           |            |
| Родина: Голубові (Columbidae)      |                  |                         |                   |             |                           |            |
| Голуб сизий                        | Klippedue        | Columba livia           | Gmelin, 1789      | LC          | Широко поширений у містах |            |
| Голуб-синяк                        | Huldue           | Columba oenas           | Linnaeus, 1758    | LC          | Досить поширений          |            |
| Припутень                          | Ringdue          | Columba palumbus        | Linnaeus, 1758    | LC          | Широко поширений          |            |
| Горлиця звичайна                   | Turteldue        | Streptopelia turtur     | Linnaeus, 1758    | LC          | Європейська частина       |            |
| Горлиця садова                     | Tyrkerdue        | Streptopelia decaocto   | Frivaldszky, 1838 | NT          | Повсюдно по містах        |            |
| Горлиця велика                     | Østlig turteldue | Streptopelia orientalis | Latham, 1790      | LC          | Широко поширений          |            |

### Ряд Рябкоподібні (Pterocliformes)
Поширені в посушливих степах і напівпустелях Євразії і Африки. Представники цього ряду дуже схожі між собою за зовнішнім виглядом та поведінкою. Є об'єктом полювання. Відомо 16 видів, з яких 1 вид трапляється в Данії.

#### Родина Рябкові (Pteroclidae)
| Українська назва                   | Данська назва | Латинська назва      | Автор таксона | Статус МСОП | Поширення в Данії       | Зображення |
| Ряд: Рябкоподібні (Pterocliformes) |               |                      |               |             |                         |            |
| Родина: Рябкові (Pteroclidae)      |               |                      |               |             |                         |            |
| Саджа звичайна                     |               | Syrrhaptes paradoxus | Pallas, 1773  | LC          | Рідкісний залітний птах |            |

### Ряд Зозулеподібні (Cuculiformes)
Це птахи середнього розміру з тонкими тілами, довгими хвостами і сильними ногами. У зозуль відомий гніздовий паразитизм. Відомо 138 видів, з них у Данії — 4 види.

#### Родина Зозулеві (Cuculidae)
| Українська назва                  | Данська назва | Латинська назва          | Автор таксона  | Статус МСОП | Поширення в Данії                                    | Зображення |
| Ряд: Зозулеподібні (Cuculiformes) |               |                          |                |             |                                                      |            |
| Родина: Зозулеві (Cuculidae)      |               |                          |                |             |                                                      |            |
| Зозуля звичайна                   | Gøg           | Cuculus canorus          | Linnaeus, 1758 | LC          | Повсюдно                                             |            |
| Зозуля чубата                     |               | Clamator glandarius      | Linnaeus, 1758 | LC          | Залітний з Північної Африки                          |            |
| Кукліло чорнодзьобий              |               | Coccyzus erythropthalmus | Wilson, 1811   | LC          | Залітний з Америки                                   |            |
| Кукліло північний                 |               | Coccyzus americanus      | Latham, 1790   | LC          | Залітний з Америки, незареєстрований після 1950 року |            |

### Ряд Совоподібні (Strigiformes)
Це великі одиночні нічні хижаки. Вони мають великі, звернені вперед очі і вуха та круглий лицьовий диск. Відомо 211 видів, з них у Данії — 11 видів.

#### Родина Сипухові (Tytonidae)
| Українська назва                | Данська назва | Латинська назва | Автор таксона | Статус МСОП | Поширення в Данії                        | Зображення |
| Ряд: Совоподібні (Strigiformes) |               |                 |               |             |                                          |            |
| Родина: Сипухові (Tytonidae)    |               |                 |               |             |                                          |            |
| Сипуха                          | Slingback     | Tyto alba       | Scopoli, 1769 | LC          | Досить поширений, чисельність до 500 пар |            |

#### Родина Совові (Strigidae)
| Українська назва                | Данська назва | Латинська назва       | Автор таксона     | Статус МСОП | Поширення у Данії               | Зображення |
| Ряд: Совоподібні (Strigiformes) |               |                       |                   |             |                                 |            |
| Родина: Совові (Strigidae)      |               |                       |                   |             |                                 |            |
| Совка                           | Dværghornugle | Otus scops            | Linnaeus, 1758    | LC          | Рідкісний залітний птах         |            |
| Пугач звичайний                 | Stor hornugle | Bubo bubo             | Linnaeus, 1758    | LC          | Рідкісний, гніздиться 30-35 пар |            |
| Сичик-горобець                  | Spurveugle    | Glaucidium passerinum | Linnaeus, 1758    | LC          | Рідкісний в Данії               |            |
| Сич хатній                      | Kirkeugle     | Athene noctua         | Scopoli, 1769     | LC          | Спорадично на Ютландії          |            |
| Сова сіра                       | Natugle       | Strix aluco           | Linnaeus, 1758    | LC          | Повсюдно                        |            |
| Сич волохатий                   | Perleugle     | Aegolius funereus     | Linnaeus, 1758    | LC          | Рідкісний                       |            |
| Сова вухата                     | Skovhornugle  | Asio otus             | Linnaeus, 1758    | LC          | Повсюдно                        |            |
| Сова болотяна                   |               | Asio flammeus         | Pontoppidan, 1763 | LC          | Досить поширений                |            |
| Сова біла                       | Sneugle       | Bubo scandiacus       | Linnaeus, 1758    | LC          | Рідкісний залітний              |            |
| Сова яструбина                  | Høgeugle      | Surnia ulula          | (Linnaeus, 1758)  | LC          | Рідкісний залітний птах         |            |

### Ряд Дрімлюгоподібні (Caprimulgiformes)
Дрімлюги — це середні нічні птахи, які зазвичай гніздяться на землі. У них є довгі крила, короткі ноги і дуже короткі дзьоби. Відомо 86 видів дрімлюг, з яких три види трапляються у Данії.

#### Родина Дрімлюгові (Caprimulgidae)
| Українська назва                        | Данська назва     | Латинська назва        | Автор таксона      | Статус МСОП | Поширення в Данії           | Зображення |
| Ряд: Дрімлюгоподібні (Caprimulgiformes) |                   |                        |                    |             |                             |            |
| Родина: Дрімлюгові (Caprimulgidae)      |                   |                        |                    |             |                             |            |
| Дрімлюга звичайний                      | Natravn           | Caprimulgus europaeus  | Linnaeus, 1758     | LC          | Фрагментарно поширений      |            |
| Дрімлюга іспанський                     | Rødhalset Natravn | Caprimulgus ruficollis | Temminck, 1820     | LC          | Залітний з Південної Європи |            |
| Дрімлюга буланий                        | Ørkennatravn      | Caprimulgus aegyptius  | Lichtenstein, 1823 | LC          | Залітний з Південної Європи |            |

### Ряд Сиворакшоподібні (Coraciiformes)
Відомо близько 90 видів сиворакшеподібних, з них у Данії трапляється 5 видів.

#### Родина Рибалочкові (Alcedinidae)
| Українська назва                      | Данська назва | Латинська назва | Автор таксона  | Статус МСОП | Поширення в Данії | Зображення |
| Ряд: Сиворакшоподібні (Coraciiformes) |               |                 |                |             |                   |            |
| Родина: Рибалочкові (Alcedinidae)     |               |                 |                |             |                   |            |
| Рибалочка                             | Isfugl        | Alcedo atthis   | Linnaeus, 1758 | LC          | Рідкісний вид     |            |

#### Родина Бджолоїдкові (Meropidae)
| Українська назва                      | Данська назва | Латинська назва | Автор таксона  | Статус МСОП | Поширення у Данії  | Зображення |
| Ряд: Сиворакшоподібні (Coraciiformes) |               |                 |                |             |                    |            |
| Родина: Бджолоїдкові (Meropidae)      |               |                 |                |             |                    |            |
| Бджолоїдка звичайна                   | Biæderen      | Merops apiaster | Linnaeus, 1758 | LC          | Залітний з Європи  |            |
| Бджолоїдка зелена                     | Grøn biæder   | Merops persicus | Pallas, 1773   | LC          | Рідкісний залітний |            |

#### Родина Сиворакшеві (Coraciidae)
| Українська назва                      | Данська назва | Латинська назва   | Автор таксона  | Статус МСОП | Поширення у Данії  | Зображення |
| Ряд: Сиворакшоподібні (Coraciiformes) |               |                   |                |             |                    |            |
| Родина: Сиворакшеві (Coraciidae)      |               |                   |                |             |                    |            |
| Сиворакша                             | Ellekrage     | Coracias garrulus | Linnaeus, 1758 | NT          | Рідкісний залітний |            |

#### Родина Одудові (Upupidae)
| Українська назва                      | Данська назва | Латинська назва | Автор таксона  | Статус МСОП | Поширення у Данії | Зображення |
| Ряд: Сиворакшоподібні (Coraciiformes) |               |                 |                |             |                   |            |
| Родина: Одудові (Upupidae)            |               |                 |                |             |                   |            |
| Одуд                                  |               | Upupa epops     | Linnaeus, 1758 | LC          | Рідкісний         |            |

### Ряд Серпокрильцеподібні (Apodiformes)
Відомо 341 вид серпокрильцеподібних, з них у Данії зафіксовано 3 види.

#### Родина Серпокрильцеві (Apodidae)
| Українська назва                       | Данська назва | Латинська назва    | Автор таксона  | Статус МСОП | Поширення в Данії  | Зображення |
| Ряд: Серпокрильцеподібні (Apodiformes) |               |                    |                |             |                    |            |
| Родина: Серпокрильцеві (Apodidae)      |               |                    |                |             |                    |            |
| Серпокрилець білочеревий               |               | Tachymarptis melba | Linnaeus, 1758 | LC          | Рідкісний залітний |            |
| Серпокрилець чорний                    | Mursejler     | Apus apus          | Linnaeus, 1758 | LC          | Повсюдно           |            |
| Серпокрилець блідий                    |               | Apus pallidus      | Shelley, 1870  | LC          | Рідкісний залітний |            |

### Ряд Дятлоподібні (Piciformes)
Із 440 видів дятлоподібних в Данії трапляється 8 видів.

#### Родина Дятлові (Picidae)
| Українська назва               | Данська назва    | Латинська назва      | Автор таксона  | Статус МСОП | Поширення в Данії                                                     | Зображення |
| Ряд: Дятлоподібні (Piciformes) |                  |                      |                |             |                                                                       |            |
| Родина: Дятлові (Picidae)      |                  |                      |                |             |                                                                       |            |
| Крутиголовка                   | Vendehals        | Jynx torquilla       | Linnaeus, 1758 | LC          | Сопрадично                                                            |            |
| Дятел звичайний                | Stor flagspætte  | Dendrocopos major    | Linnaeus, 1758 | LC          | Широко поширений                                                      |            |
| Жовна чорна                    | Sortspætte       | Dryocopus martius    | Linnaeus, 1758 | LC          | Повсюдно у лісах                                                      |            |
| Жовна зелена                   | Grønspætte       | Picus viridis        | Linnaeus, 1758 | LC          | Повсюдно                                                              |            |
| Дятел середній                 | Mellemflagspætte | Dendrocopos medius   | Linnaeus, 1758 | LC          | Зникаючий в Данії вид. Востаннє гніздування зареєстровано у 1953 році |            |
| Дятел малий строкатий          | Lille flagspætte | Dendrocopos minor    | Linnaeus, 1758 | LC          | Рідкісний                                                             |            |
| Дятел трипалий                 | Tretået spætte   | Picoides tridactylus | Linnaeus, 1758 | LC          | Рідкісні зальоти з Скандинавії                                        |            |
|                                |                  | Colaptes auratus     | Linnaeus, 1758 | LC          | Залітний з Америки                                                    |            |

### Ряд Горобцеподібні (Passeriformes)
Переважно дрібні і середньої величини птахи, що значно різняться за зовнішнім виглядом, способом життя, умовами проживання і способами добування їжі. Поширені по всьому світу. Відомо близько 5400 видів, з них на території Данії зафіксовано 162 види.

#### Родина Жайворонкові (Alaudidae)
| Українська назва                    | Данська назва | Латинська назва           | Автор таксона   | Статус МСОП | Поширення в Данії                                                      | Зображення |
| Ряд: Горобцеподібні (Passeriformes) |               |                           |                 |             |                                                                        |            |
| Родина: Жайворонкові (Alaudidae)    |               |                           |                 |             |                                                                        |            |
| Жайворонок двоплямистий             |               | Melanocorypha bimaculata  | Menetries, 1832 | LC          | Рідкісний                                                              |            |
| Жайворонок малий                    |               | Calandrella brachydactyla | Leisler, 1814   | LC          | Рідкісний, переважно на півдні країни                                  |            |
| Посмітюха                           | Toplærke      | Galerida cristata         | Linnaeus, 1758  | LC          | Рідкісний, поширений, переважно, у Північній Ютландії                  |            |
| Жайворонок лісовий                  | Hedelærke     | Lullula arborea           | Linnaeus, 1758  | LC          | Поширений по всій Данії                                                |            |
| Жайворонок польовий                 | Sanglærke     | Alauda arvensis           | Linnaeus, 1758  | LC          | Поширений по всій Данії                                                |            |
| Жайворонок рогатий                  | Bjerglærken   | Eremophila alpestris      | Linnaeus, 1758  | LC          | Залітний в прибережних районах Західної Ютландії та Північної Ютландії |            |

#### Родина Ластівкові (Hirundinidae)
| Українська назва                    | Данська назва | Латинська назва        | Автор таксона  | Статус МСОП | Поширення у Данії      | Зображення |
| Ряд: Горобцеподібні (Passeriformes) |               |                        |                |             |                        |            |
| Родина: Ластівкові (Hirundinidae)   |               |                        |                |             |                        |            |
| Ластівка берегова                   | Digesvale     | Riparia riparia        | Linnaeus, 1758 | LC          | Повсюдно               |            |
| Ластівка скельна                    |               | Ptyonoprogne rupestris | Scopoli, 1769  | LC          | Рідкісний залітний вид |            |
| Ластівка сільська                   | Landsvale     | Hirundo rustica        | Linnaeus, 1758 | LC          | Повсюдно               |            |
| Ластівка даурська                   |               | Cecropis daurica       | Linnaeus, 1771 | LC          | На півдні країни       |            |
| Ластівка міська                     | Bysvale       | Delichon urbicum       | Linnaeus, 1758 | LC          | Повюдно                |            |

#### Родина Плискові (Motacillidae)
| Українська назва                    | Данська назва    | Латинська назва    | Автор таксона     | Статус МСОП | Поширення у Данії                                | Зображення |
| Ряд: Горобцеподібні (Passeriformes) |                  |                    |                   |             |                                                  |            |
| Родина: Плискові (Motacillidae)     |                  |                    |                   |             |                                                  |            |
| Щеврик азійський                    | Storpiber        | Anthus richardi    | Vieillot, 1818    | LC          | Рідкісний залітний вид                           |            |
| Щеврик польовий                     | Markpiber        | Anthus campestris  | Linnaeus, 1758    | LC          | Рідкісний. У 2011 році зареєстровано лише 2 пари |            |
| Щеврик лісовий                      | Skovpiber        | Anthus trivialis   | Linnaeus, 1758    | LC          | Повсюдно                                         |            |
| Щеврик лучний                       | Engipber         | Anthus pratensis   | Linnaeus, 1758    | LC          | Повсюдно                                         |            |
| Щеврик червоногрудий                | Rødstrubet piber | Anthus cervinus    | Linnaeus, 1758    | LC          | Рідко на перельоті                               |            |
| Щеврик гірський                     | Bjergpiber       | Anthus spinoletta  | Linnaeus, 1758    | LC          | Рідкісний залітний                               |            |
| Щеврик береговий                    | Skærpiber        | Anthus petrosus    | Montagu, 1798     | LC          | Спорадично на узбережжі протоки Каттегат         |            |
| Щеврик забайкальський               |                  | Anthus godlewskii  | Taczanowski, 1876 | LC          | Рідкісний залітний                               |            |
| Щеврик оливковий                    |                  | Anthus hodgsoni    | Richmond, 1907    | LC          | Рідкісний залітний                               |            |
| Плиска жовтоголова                  |                  | Motacilla citreola | Pallas, 1776      | LC          | Рідкісний залітний                               |            |
| Плиска жовта                        | Gul vipstjert    | Motacilla flava    | Linnaeus, 1758    | LC          | Повсюдно                                         |            |
| Плиска гірська                      | Bjergvipstjert   | Motacilla cinerea  | Tunstall, 1771    | LC          | Досить поширений                                 |            |
| Плиска біла                         | Hvid vipstjert   | Motacilla alba     | Linnaeus, 1758    | LC          | Повсюдно                                         |            |

#### Родина Золотомушкові (Regulidae)
| Українська назва                    | Данська назва        | Латинська назва      | Автор таксона  | Статус МСОП | Поширення у Данії           | Зображення |
| Ряд: Горобцеподібні (Passeriformes) |                      |                      |                |             |                             |            |
| Родина: Золотомушкові (Regulidae)   |                      |                      |                |             |                             |            |
| Золотомушка жовточуба               | Fuglekonge           | Regulus regulus      | Linnaeus, 1758 | LC          | Спорадично                  |            |
| Золотомушка червоночуба             | Rødtoppet fuglekonge | Regulus ignicapillus | Temminck, 1820 | LC          | Спорадично на півдні країни |            |

#### Родина Омелюхові (Bombycillidae)
| Українська назва                    | Данська назва | Латинська назва     | Автор таксона  | Статус МСОП | Поширення у Данії | Зображення |
| Ряд: Горобцеподібні (Passeriformes) |               |                     |                |             |                   |            |
| Родина: Омелюхові (Bombycillidae)   |               |                     |                |             |                   |            |
| Омелюх звичайний                    | Silkehale     | Bombycilla garrulus | Linnaeus, 1758 | LC          | Повсюдно взимку   |            |

#### Родина Пронуркові (Cinclidae)
| Українська назва                    | Данська назва | Латинська назва | Автор таксона  | Статус МСОП | Поширення у Данії | Зображення |
| Ряд: Горобцеподібні (Passeriformes) |               |                 |                |             |                   |            |
| Родина: Пронуркові (Cinclidae)      |               |                 |                |             |                   |            |
| Пронурок                            | Vandstær      | Cinclus cinclus | Linnaeus, 1758 | LC          | Рідкісний         |            |

#### Родина Воловоочкові (Troglodytidae)
| Українська назва                     | Данська назва | Латинська назва         | Автор таксона  | Статус МСОП | Поширення у Данії | Зображення |
| Ряд: Горобцеподібні (Passeriformes)  |               |                         |                |             |                   |            |
| Родина: Воловоочкові (Troglodytidae) |               |                         |                |             |                   |            |
| Волове очко                          | Smutter       | Troglodytes troglodytes | Linnaeus, 1758 | LC          | Повсюдно          |            |

#### Родина Тинівкові (Prunellidae)
| Українська назва                    | Данська назва      | Латинська назва     | Автор таксона  | Статус МСОП | Поширення у Данії            | Зображення |
| Ряд: Горобцеподібні (Passeriformes) |                    |                     |                |             |                              |            |
| Родина: Тинівкові (Prunellidae)     |                    |                     |                |             |                              |            |
| Тинівка лісова                      | Jernspurv          | Prunella modularis  | Linnaeus, 1758 | LC          | Повсюдно                     |            |
| Тинівка альпійська                  |                    | Prunella collaris   | Scopoli, 1769  | LC          | Рідкісний залітний           |            |
| Тинівка сибірська                   | Sibirisk jernspurv | Prunella montanella | Pallas, 1776   | LC          | Прилітає з Сибіру на зимівлю |            |

| Українська назва                    | Данська назва | Латинська назва   | Автор таксона    | Статус МСОП | Поширення у Данії        | Зображення |
| Ряд: Горобцеподібні (Passeriformes) |               |                   |                  |             |                          |            |
| Родина: Дроздові (Turdidae)         |               |                   |                  |             |                          |            |
| Квічаль тайговий                    |               | Zoothera aurea    | (Holandre, 1825) | LC          | Рідкісний залітний       |            |
| Дрізд гірський                      | Ringdrossel   | Turdus torquatus  | Linnaeus, 1758   | LC          | трапляється на перельоті |            |
| Дрізд чорний                        | Solsort       | Turdus merula     | Linnaeus, 1758   | LC          | Повсюдно                 |            |
| Дрізд рудоволий                     |               | Turdus ruficollis | Pallas, 1776     | LC          | Залітний                 |            |
| Чикотень                            | Sjagger       | Turdus pilaris    | Linnaeus, 1758   | LC          | Повсюдно                 |            |
| Дрізд білобровий                    | Vindrossel    | Turdus iliacus    | Linnaeus, 1766   | LC          | Спорадично               |            |
| Дрізд співочий                      | Sangdrossel   | Turdus philomelos | Brehm, 1831      | LC          | Повсюдно                 |            |
| Дрізд-омелюх                        | Misteldrossel | Turdus viscivorus | Linnaeus, 1758   | LC          | Повсюдно                 |            |
| Дрізд рудий                         |               | Turdus naumanni   | Temminck, 1820   | LC          | Залітний                 |            |

#### Родина Мухоловкові (Muscicapidae)
| Українська назва                    | Данська назва          | Латинська назва         | Автор таксона   | Статус МСОП | Поширення у Данії      | Зображення |
| Ряд: Горобцеподібні (Passeriformes) |                        |                         |                 |             |                        |            |
| Родина: Мухоловкові (Muscicapidae)  |                        |                         |                 |             |                        |            |
| Трав'янка лучна                     | Bynkefugl              | Saxicola rubetra        | Linnaeus, 1758  | LC          | Повсюдно на полях      |            |
| Європейська трав'янка               | Sortstrubet bynkefugl  | Saxicola rubicola       | Linnaeus, 1766  | LC          | Спорадично             |            |
| Кам'янка звичайна                   | Stenpikker             | Oenanthe oenanthe       | Linnaeus, 1758  | LC          | Широко поширений       |            |
| Кам'янка лиса                       |                        | Oenanthe pleschanka     | Lepechin, 1770  | LC          | Залітний               |            |
| Кам'янка іспанська                  |                        | Oenanthe hispanica      | Linnaeus, 1758  | LC          | Залітний               |            |
| Кам'янка пустельна                  |                        | Oenanthe deserti        | Temminck, 1825  | LC          | Залітний               |            |
| Кам'янка попеляста                  |                        | Oenanthe isabellina     | Temminck, 1829  | LC          | Залітний               |            |
| Горихвістка чорна                   | Husrødstjert           | Phoenicurus ochruros    | Gmelin, 1774    | LC          | Спорадично             |            |
| Горихвістка звичайна                | Rødstjert              | Phoenicurus phoenicurus | Linnaeus, 1758  | LC          | Повсюдно               |            |
| Вільшанка                           | Rødhals                | Erithacus rubecula      | Linnaeus, 1758  | LC          | Повсюдно               |            |
| Соловейко східний                   | Nattergal              | Luscinia luscinia       | Linnaeus, 1758  | LC          | Повсюдно               |            |
| Соловейко західний                  | Sydlig nattergal       | Luscinia megarhynchos   | Brehm, 1831     | LC          | Повсюдно               |            |
| Синьошийка                          | Blåhals                | Luscinia svecica        | Linnaeus, 1758  | LC          | Повсюдно               |            |
| Синьохвіст тайговий                 |                        | Tarsiger cyanurus       | Pallas, 1773    | LC          | Залітний               |            |
| Мухоловка бура                      |                        | Muscicapa dauurica      | Raffles, 1822   | LC          | Залітний               |            |
| Мухоловка сіра                      | Grå fluesnapper        | Muscicapa striata       | Pallas, 1764    | LC          | Повсюдно               |            |
| Мухоловка мала                      | Lille fluesnapper      | Ficedula parva          | Bechstein, 1792 | LC          | Повсюдно               |            |
| Мухоловка білошия                   | Hvidhalset fluesnapper | Ficedula albicollis     | Temminck, 1815  | LC          | Зрідка на сході країни |            |
| Мухоловка строката                  | Broget fluesnapper     | Ficedula hypoleuca      | Pallas, 1764    | LC          | Повсюдно               |            |

#### Родина Тамікові (Cisticolidae)
| Українська назва                    | Данська назва | Латинська назва    | Автор таксона    | Статус МСОП | Поширення у Данії  | Зображення |
| Ряд: Горобцеподібні (Passeriformes) |               |                    |                  |             |                    |            |
| Родина: Тамікові (Cisticolidae)     |               |                    |                  |             |                    |            |
| Таміка віялохвоста                  | Cistussanger  | Cisticola juncidis | Rafinesque, 1810 | LC          | Рідкісний залітний |            |

#### Родина Кропив'янкові (Sylviidae)
| Українська назва                    | Данська назва        | Латинська назва            | Автор таксона      | Статус МСОП | Поширення у Данії  | Зображення |
| Ряд: Горобцеподібні (Passeriformes) |                      |                            |                    |             |                    |            |
| Родина: Кропив'янкові (Sylviidae)   |                      |                            |                    |             |                    |            |
| Кобилочка-цвіркун                   | Græshoppesanger      | Locustella naevia          | Boddaert, 1783     | LC          | Повсюдно           |            |
| Кобилочка річкова                   |                      | Locustella fluviatilis     | Wolf, 1810         | LC          | Спорадично         |            |
| Кобилочка солов'їна                 | Savisanger           | Locustella luscinioides    | Savi, 1824         | LC          | Повсюдно           |            |
| Кобилочка плямиста                  |                      | Locustella lanceolata      | Temminck, 1840     | LC          | Залітний           |            |
| Кобилочка тайгова                   |                      | Helopsaltes fasciolatus    | (G. R. Gray, 1861) | LC          | Рідкісний залітний |            |
| Очеретянка тонкодзьоба              |                      | Acrocephalus melanopogon   | Temminck, 1823     | LC          | Залітний           |            |
| Очеретянка прудка                   |                      | Acrocephalus paludicola    | Vieillot, 1817     | VU          | Залітний           |            |
| Очеретянка лучна                    | Sivsanger            | Acrocephalus schoenobaenus | Linnaeus, 1758     | LC          | Поширений          |            |
| Очеретянка ставкова                 | Rørsanger            | Acrocephalus scirpaceus    | Hermann, 1804      | LC          | Повсюдно           |            |
| Очеретянка чагарникова              | Kærsanger            | Acrocephalus palustris     | Linnaeus, 1758     | LC          | Повсюдно           |            |
| Очеретянка індійська                |                      | Acrocephalus agricola      | Jerdon, 1845       | LC          | Залітний           |            |
| Очеретянка велика                   | Drosselrørsanger     | Acrocephalus arundinaceus  | Linnaeus, 1758     | LC          | Рідкісний          |            |
| Очеретянка садова                   |                      | Acrocephalus dumetorum     | Blyth, 1849        | LC          | Залітний           |            |
| Берестянка бліда                    |                      | Hippolais pallida          | Ehrenberg, 1833    | LC          | Залітний           |            |
| Берестянка мала                     |                      | Hippolais caligata         | Lichtenstein, 1823 | LC          | Залітний           |            |
| Берестянка звичайна                 | Gulbug               | Hippolais icterina         | Vieillot, 1817     | LC          | Повсюдно           |            |
| Вівчарик жовтобровий                | Skovsanger           | Phylloscopus sibilatrix    | Bechstein, 1793    | LC          | Повсюдно           |            |
| Вівчарик бурий                      |                      | Phylloscopus fuscatus      | Blyth, 1842        | LC          | Залітний           |            |
| Вівчарик лісовий                    | Hvidbrynet løvsanger | Phylloscopus inornatus     | Blyth, 1842        | LC          | Рідкісний          |            |
| Вівчарик зелений                    | Lundsanger           | Phylloscopus trochiloides  | Sundevall, 1837    | LC          | Широко поширений   |            |
| Вівчарик весняний                   | Løvsanger            | Phylloscopus trochilus     | Linnaeus, 1758     | LC          | Повсюдно           |            |
| Вівчарик шелюговий                  | Nordsanger           | Phylloscopus borealis      | Blasius, 1858      | LC          | Східна Росія       |            |
| Вівчарик товстодзьобий              |                      | Phylloscopus schwarzi      | (Radde, 1863)      | LC          | Залітний           |            |
|                                     |                      | Phylloscopus humei         |                    | LC          | Залітний           |            |
| Кропив'янка чорноголова             | Munk                 | Sylvia atricapilla         | Linnaeus, 1758     | LC          | Повсюдно           |            |
| Кропив'янка садова                  | Havesanger           | Sylvia borin               | Boddaert, 1783     | LC          | Повсюдно           |            |
| Кропив'янка прудка                  | Gærdesanger          | Sylvia curruca             | Linnaeus, 1758     | LC          | Повсюдно           |            |
| Кропив'янка рябогруда               |                      | Sylvia nisoria             | Bechstein, 1795    | LC          | Повсюдно           |            |
| Кропив'янка сіра                    | Tornsanger           | Sylvia communis            | Latham, 1787       | LC          | Повсюдно           |            |
| Кропив'янка червоновола             |                      | Sylvia cantillans          | Pallas, 1764       | LC          | Залітний           |            |
| Кропив'янка сардинська              | Sardinsk sanger      | Curruca sarda              | Temminck, 1820     | LC          | Залітний           |            |
| Кропив'янка Рюппеля                 |                      | Curruca ruppeli            | Temminck, 1823     | LC          | Залітний           |            |
| Кропив'янка середземноморська       |                      | Sylvia melanocephala       | (Gmelin, 1789      | LC          | Залітний           |            |
| Кропив'янка пустельна               |                      | Curruca nana               | Ehrenberg, 1833    | LC          | Залітний           |            |

#### Родина Довгохвостосиницеві (Aegithalidae)
| Українська назва                           | Данська назва | Латинська назва     | Автор таксона  | Статус МСОП | Поширення у Данії | Зображення |
| Ряд: Горобцеподібні (Passeriformes)        |               |                     |                |             |                   |            |
| Родина: Довгохвостосиницеві (Aegithalidae) |               |                     |                |             |                   |            |
| Синиця довгохвоста                         | Halemejse     | Aegithalos caudatus | Linnaeus, 1758 | LC          | Спорадично        |            |

#### Родина Вусаті синиці (Panuridae)
| Українська назва                    | Данська назва | Латинська назва   | Автор таксона  | Статус МСОП | Поширення у Данії | Зображення |
| Ряд: Горобцеподібні (Passeriformes) |               |                   |                |             |                   |            |
| Родина: Вусаті синиці (Panuridae)   |               |                   |                |             |                   |            |
| Синиця вусата                       | Skægmejse     | Panurus biarmicus | Linnaeus, 1758 | LC          | Спорадично        |            |

#### Родина Синицеві (Paridae)
| Українська назва                    | Данська назва | Латинська назва       | Автор таксона     | Статус МСОП | Поширення у Данії | Зображення |
| Ряд: Горобцеподібні (Passeriformes) |               |                       |                   |             |                   |            |
| Родина: Синицеві (Paridae)          |               |                       |                   |             |                   |            |
| Гаїчка болотяна                     | Sumpmejse     | Poecile palustris     | Linnaeus, 1758    | LC          | Широко поширений  |            |
| Гаїчка-пухляк                       | Fyrremejse    | Poecile montanus      | Baldenstein, 1827 | LC          | Широко поширений  |            |
| Синиця чубата                       | Topmejse      | Lophophanes cristatus | Linnaeus, 1758    | LC          | Широко поширений  |            |
| Синиця чорна                        | Sortmejse     | Parus ater            | Linnaeus, 1758    | LC          | Широко поширений  |            |
| Синиця блакитна                     | Blåmejse      | Parus caeruleus       | Linnaeus, 1758    | LC          | Широко поширений  |            |
| Синиця велика                       | Musvit        | Parus major           | Linnaeus, 1758    | LC          | Повсюдно          |            |

#### Родина Ремезові (Remizidae)
| Українська назва                    | Данська назва | Латинська назва  | Автор таксона  | Статус МСОП | Поширення у Данії | Зображення |
| Ряд: Горобцеподібні (Passeriformes) |               |                  |                |             |                   |            |
| Родина: Ремезові                    |               |                  |                |             |                   |            |
| Ремез                               | Pungmejse     | Remiz pendulinus | Linnaeus, 1758 | LC          | Повсюдно          |            |

#### Родина Повзикові (Sittidae)
| Українська назва                    | Данська назва | Латинська назва | Автор таксона  | Статус МСОП | Поширення у Данії | Зображення |
| Ряд: Горобцеподібні (Passeriformes) |               |                 |                |             |                   |            |
| Родина: Повзикові (Sittidae)        |               |                 |                |             |                   |            |
| Повзик звичайний                    | Spætmejse     | Sitta europaea  | Linnaeus, 1758 | LC          | Широко поширений  |            |

#### Родина Підкоришникові (Certhiidae)
| Українська назва                    | Данська назва     | Латинська назва       | Автор таксона  | Статус МСОП | Поширення у Данії | Зображення |
| Ряд: Горобцеподібні (Passeriformes) |                   |                       |                |             |                   |            |
| Родина: Підкоришникові (Certhiidae) |                   |                       |                |             |                   |            |
| Підкоришник звичайний               | Træløber          | Certhia familiaris    | Linnaeus, 1758 | LC          | Широко поширений  |            |
| Підкоришник короткопалий            | Korttået træløber | Certhia brachydactyla | Brehm, 1820    | LC          | На півдні країни  |            |

#### Родина Вивільгові (Oriolidae)
| Українська назва                    | Данська назва | Латинська назва | Автор таксона  | Статус МСОП | Поширення у Данії | Зображення |
| Ряд: Горобцеподібні (Passeriformes) |               |                 |                |             |                   |            |
| Родина: Вивільгові (Oriolidae)      |               |                 |                |             |                   |            |
| Вивільга звичайна                   | Piroler       | Oriolus oriolus | Linnaeus, 1758 | LC          | Спорадично        |            |

#### Родина Сорокопудові (Laniidae)
| Українська назва                    | Данська назва          | Латинська назва     | Автор таксона              | Статус МСОП | Поширення у Данії  | Зображення |
| Ряд: Горобцеподібні (Passeriformes) |                        |                     |                            |             |                    |            |
| Родина: Сорокопудові (Laniidae)     |                        |                     |                            |             |                    |            |
| Сорокопуд рудохвостий               |                        | Lanius isabellinus  | Hemprich & Ehrenberg, 1833 | LC          | Залітний           |            |
| Сорокопуд терновий                  | Rødrygget tornskade    | Lanius collurio     | Linnaeus, 1758             | LC          | Спорадично         |            |
| Сорокопуд сірий                     | Stor tornskade         | Lanius excubitor    | Linnaeus, 1758             | LC          | Широко поширений   |            |
| Сорокопуд чорнолобий                | Rosenbrystet tornskade | Lanius minor        | Gmelin, 1788               | LC          | Рідкісний залітний |            |
| Сорокопуд південний                 | Sydlig stor tornskade  | Lanius meridionalis | Temminck, 1820             | NT          | Рідкісний залітний |            |
| Сорокопуд червоноголовий            | Rødhovedet tornskade   | Lanius senator      | Linnaeus, 1758             | LC          | Рідкісний залітний |            |
| Сорокопуд сибірський                |                        | Lanius cristatus    | (Linnaeus, 1758)           | LC          | Рідкісний залітний |            |

#### Родина Воронові (Corvidae)
| Українська назва                    | Данська назва | Латинська назва         | Автор таксона    | Статус МСОП | Поширення у Данії | Зображення |
| Ряд: Горобцеподібні (Passeriformes) |               |                         |                  |             |                   |            |
| Родина: Воронові (Corvidae)         |               |                         |                  |             |                   |            |
| Сойка                               | Skovskade     | Garrulus glandarius     | Linnaeus, 1758   | LC          | Широко поширений  |            |
| Сорока звичайна                     | Husskade      | Pica pica               | Linnaeus, 1758   | LC          | Поширений         |            |
| Горіхівка                           | Nøddekrige    | Nucifraga caryocatactes | Linnaeus, 1758   | LC          | Повсюдно          |            |
| Галка                               | Allike        | Corvus monedula         | Linnaeus, 1758   | LC          | Повсюдно          |            |
| Грак                                | Råge          | Corvus frugilegus       | Linnaeus, 1758   | LC          | Повсюдно          |            |
| Ворона чорна                        | Sortkrage     | Corvus corone           | Linnaeus, 1758   | LC          | Повсюдно          |            |
| Крук                                | Ravn          | Corvus corax            | Linnaeus, 1758   | LC          | Повсюдно          |            |
|                                     |               | Corvus dauuricus        | (Pallas, 1776)   | LC          | Залітний          |            |
| Ворона сіра                         | Gråkrage      | Corvus cornix           | (Linnaeus, 1758) | LC          | Повсюдно          |            |

#### Родина Шпакові (Sturnidae)
| Українська назва                    | Данська назва | Латинська назва  | Автор таксона  | Статус МСОП | Поширення у Данії | Зображення |
| Ряд: Горобцеподібні (Passeriformes) |               |                  |                |             |                   |            |
| Родина: Шпакові (Sturnidae)         |               |                  |                |             |                   |            |
| Шпак рожевий                        |               | Sturnus roseus   | Linnaeus, 1758 | LC          | Залітний          |            |
| Шпак звичайний                      | Stær          | Sturnus vulgaris | Linnaeus, 1758 | LC          | Повсюдно          |            |
| Шпак чорний                         |               | Sturnus unicolor | Temminck, 1820 | LC          | Залітний          |            |

#### Родина Горобцеві (Passeridae)
| Українська назва                    | Данська назва | Латинська назва   | Автор таксона  | Статус МСОП | Поширення у Данії | Зображення |
| Ряд: Горобцеподібні (Passeriformes) |               |                   |                |             |                   |            |
| Родина: Горобцеві (Passeridae)      |               |                   |                |             |                   |            |
| Горобець хатній                     | Gråspurv      | Passer domesticus | Linnaeus, 1758 | LC          | Широко поширений  |            |
| Горобець польовий                   | Skovspurv     | Passer montanus   | Linnaeus, 1758 | LC          | Широко поширений  |            |

#### Родина В'юркові (Fringillidae)
| Українська назва                    | Данська назва      | Латинська назва               | Автор таксона      | Статус МСОП | Поширення у Данії        | Зображення |
| Ряд: Горобцеподібні (Passeriformes) |                    |                               |                    |             |                          |            |
| Родина: В'юркові (Fringillidae)     |                    |                               |                    |             |                          |            |
| Зяблик                              | Bogfinke           | Fringilla coelebs             | Linnaeus, 1758     | LC          | Повсюдно                 |            |
| В'юрок                              | Kvækerfinke        | Fringilla montifringilla      | Linnaeus, 1758     | LC          | Повсюдно                 |            |
| Смеречник                           | Krognæb            | Pinicola enucleator           | (Linnaeus, 1758)   | LC          | Залітний зі Скандинавії  |            |
| Чечевиця звичайна                   | Karmindompap       | Carpodacus erythrinus         | Pallas, 1770       | LC          | Широко поширений         |            |
| Шишкар ялиновий                     | Lille korsnæb      | Loxia curvirostra             | Linnaeus, 1758     | LC          | Повсюдно у хвойних лісах |            |
| Шишкар сосновий                     | Stor korsnæb       | Loxia pytyopsittacus          | Borkhausen, 1793   | LC          | Рідкісний                |            |
| Шишкар білокрилий                   | Hvidvinget korsnæb | Loxia leucoptera              | Gmelin, 1789       | LC          | Залітний зі Скандинавії  |            |
| Зеленяк                             | Grønirisk          | Carduelis chloris             | Linnaeus, 1758     | LC          | Широко поширений         |            |
| Щиглик                              | Stillits           | Carduelis carduelis           | Linnaeus, 1758     | LC          | Широко поширений         |            |
| Чечітка звичайна                    | Gråsisken          | Carduelis flammea             | (Linnaeus, 1758)   | LC          | Широко поширений         |            |
| Чечітка біла                        | Hvidsisken         | Carduelis hornemanni          | (Holböll, 1843)    | LC          | Залітний                 |            |
| Чиж                                 | Grønsisken         | Spinus spinus                 | Linnaeus, 1758     | LC          | Широко поширений         |            |
| Коноплянка                          | Tornirisk          | Acanthis cannabina            | Linnaeus, 1758     | LC          | Широко поширений         |            |
| Щедрик                              | Gulirisk           | Serinus serinus               | Linnaeus, 1766     | LC          | Спорадично               |            |
| Снігур                              | Dompap             | Pyrrhula pyrrhula             | Linnaeus, 1758     | LC          | Повсюдно                 |            |
| Костогриз                           | Kernebider         | Coccothraustes coccothraustes | Linnaeus, 1758     | LC          | Широко поширений         |            |
|                                     | Ørkendompap        | Bucanetes githagineus         | Lichtenstein, 1823 | LC          | Рідкісний залітний       |            |

#### Родина Піснярові (Parulidae)
| Українська назва                    | Данська назва | Латинська назва   | Автор таксона   | Статус МСОП | Поширення у Данії | Зображення |
| Ряд: Горобцеподібні (Passeriformes) |               |                   |                 |             |                   |            |
| Родина: Піснярові (Parulidae)       |               |                   |                 |             |                   |            |
|                                     |               | Setophaga striata | (Forster, 1772) | LC          | Залітний          |            |

#### Родина Вівсянкові (Emberizidae)
| Українська назва                    | Данська назва      | Латинська назва        | Автор таксона   | Статус МСОП | Поширення у Данії                                | Зображення |
| Ряд: Горобцеподібні (Passeriformes) |                    |                        |                 |             |                                                  |            |
| Родина: Вівсянкові (Emberizidae)    |                    |                        |                 |             |                                                  |            |
| Вівсянка білоголова                 | Hvidkindet værling | Emberiza leucocephalos | Gmelin, 1771    | LC          | Залітний                                         |            |
| Вівсянка городня                    | Огородная овсянка  | Emberiza cirlus        | Linnaeus, 1766  | LC          | Тульська область (залітний)                      |            |
| Вівсянка гірська                    | Gærdeværling       | Emberiza cia           | Linnaeus, 1766  | LC          | Рідкісний                                        |            |
| Вівсянка звичайна                   | Gulspurv           | Emberiza citrinella    | Linnaeus, 1758  | LC          | Широко поширений                                 |            |
| Вівсянка садова                     | Hortulan           | Emberiza hortulana     | Linnaeus, 1758  | LC          | На перельоті                                     |            |
| Вівсянка-крихітка                   | Dværgværling       | Emberiza pusilla       | Pallas, 1776    | LC          | Рідкісний                                        |            |
| Вівсянка-ремез                      | Pileværling        | Emberiza rustica       | Pallas, 1776    | LC          | Залітний                                         |            |
| Вівсянка лучна                      | Gulbrystet værling | Emberiza aureola       | Pallas, 1773    | LC          | Рідкісний залітний                               |            |
| Вівсянка очеретяна                  | Rørspurv           | Emberiza schoeniclus   | Linnaeus, 1758  | LC          | Повсюдно                                         |            |
| Вівсянка чорноголова                | Hætteværling       | Emberiza melanocephala | Scopoli, 1769   | LC          | Залітний                                         |            |
| Просянка                            | Bomlærke           | Emberiza calandra      | Linnaeus, 1758  | LC          | Спорадично                                       |            |
| Вівсянка гірська                    | Klippeværling      | Emberiza cia           | (Linnaeus, 1766 | LC          | Залітний                                         |            |
| Вівсянка сіра                       | Gulgrå værling     | Emberiza cineracea     | Brehm, 1855     | LC          | Зареєстровано єдиний випадок знаходження у Данії |            |
| Бруант білогорлий                   |                    | Zonotrichia albicollis | Gmelin, 1789    | LC          | Залітний з Америки                               |            |
| Юнко сірий                          |                    | Junco hyemalis         | Linnaeus, 1758  | LC          | Залітний з Америки                               |            |